# Robert Galic
Robert Galic (* 1973 in Frankfurt am Main) ist ein, in Berlin lebender, deutsch/ kroatischer  Musiker, Produzent und DJ.   

## Leben
Ab 1994 studierte Robert Galic an der Thames Valley University in London Bass und Percussion sowie an der School of Oriental and African Studies (London University) Musikethnologie und Anthropologie. 
1997 gründete er während seines Studiums das Projekt Rhythmic Altered State (RAS). Aus dem ursprünglichen Ein-Mann-Projekt entwickelte sich in Berlin eine Band, der unter anderem Wunmi, Salim Ajanku, Christian Weidner und Vido Jelashe angehörten. Mit dieser Band tourte er zwei Jahre durch Europa und produzierte das Album Rhythmic Altered State. 2002 erschien das Album beim von Jazzanova geführten Berliner Label Sonar Kollektiv. Das Stück Do Your Dance wurde unter anderem von Dixon und Osunlade geremixt. Nach dem Album folgten zahlreiche eigene Remixe, wie zum Beispiel für De Phazz, Re:jazz, Bokuvina, Dom Um Romao und Banda Favela. 
2004 gründete Robert Galic mit Tim Brüggemann das DJ- und Produzenten-Team Turmspringer. 
2005 gründete er Robert Galic Berlin Tonkind, ein Plattenlabel für elektronische Musik.
2013 gründet Robert Galic das Musiklabel Golden Gate Club Records, abstammend vom Golden Gate Club in Berlin.
Er arbeitet unter anderem mit Ian O’Brien, Dom Um Romão und Christian Weidner zusammen und produziert seit 2006 unter dem Pseudonym Edgar Peng.

## Diskografie
- Soul Buzz, 1999 (RAS), Label: En Soph
- Exit Routine, 2000 (RAS), Label: Sonar Kollektiv
- Diggin, 2001 (RAS), Label: Sonar Kollektiv
- Afro Blue, 2002 (RAS RMX for Dom Um Romao), Label: Irma Records
- Groovystation, 2002 (RAS), Label: Irma Records
- Nu Jazz Meets Brazil, 2002 (RAS),
- Rhythmic Altered State, 2002 (RAS Album), Label: Sonar Kolektiv
- Grao De Trigo, 2002 (RAS RMX for Banda Favela), Label : Head to Toe
- True North, 2003 (RAS RMX for De Phazz), Label: Universal Jazz
- Intense, 2003 (RAS RMX for Tanga), Label: Monkey Music
- Swoundosophy, 2003 (RAS RMX for Re:Jazz), Label: Infracom
- Disco, 2003 (RAS RMX for Boban Markovic/Bokuvina), Label: Essay
- Butt Naked, 2005 (RAS), Label: Tonkind
- Nim, 2007 (Turmspringer), Label: Tonkind
- J.A.B.F.L.A, 2007 (Turmspringer RMX for Skinnerbox), Label: Tonkind
- Hiding From The Truth, 2008 (Edgar Peng Remix for Autodrive), Label: Tonkind
- Swag, 2008 (Turmspringer), Label: Doxa
- Follow, 2009 (Edgar Peng Remix), Label: Tonkind
- Sturm und Drang, 2009 (Turmspringer), Label: Get Physical
- Painted Soul, 2009 (Turmspringer RMX), Label: Kritik Records
- Frequency, 2010 (Turmspringer), Label: Tonkind
- Coqauvin, 2010 (Turmspringer), Label: Tonkind
- Dropout, 2010 (Turmspringer RMX), Label: Leutral Records
- Toast, 2010 (Turmspringer), Label: Eminor
- Something Else, 2010 (Edgar Peng RMX), Label: Tonkind
- Ooh Zoot, 2011 (Turmspringer) Label: Eminor
- Prosa, 2011 (Turmspringer), Label: (Kill a Beat)
- Freedom, 2011 (Turmspringer), Label: Klasse Records
- Look At Me, 2012 (Turmspringer), Label: Tonkind
- Say What!, 2012 (Edgar Peng), Label: Tonkind
- Hello Berlin, 2012 (Edgar Peng RMX), Label: Tonkind
- Barbecue Bob, 2012 (Edgar Peng), Label: URSL
- Lahars, 2013 (Edgar Peng), Label: Tonkind
- Praise Him, 2013 (Edgar Peng RMX), Label: Moodmusic
- Paraphrase, 2014 (Edgar Peng), Label: URSL
- We Must Send Away, 2014 (Edgar Peng RMX), Label: Tonkind
- Papis feat. Dirty Paul, 2015 (Turmspringer RMX), Label: 3000 Grad Records
- I Need You, 2015 (Edgar Peng RMX), Label: Exotic Refreshment
- A Million Dreams, 2015 (Edgar Peng), Label: Tonkind
- Killa, 2015 (Edgar Peng RMX), Label: Muttis Mischkonsum
- Rex, 2015 (Edgar Peng RMX), Label: Compost Rec.
- Chance, 2015 (Turmspringer RMX), Label: Compute Music
- Pirolo, 2016 (Edgar Peng RMX), Label: Good Company
- No Doctors, 2016 (Turmspringer), Label: Tonkind
- Agonie, 2016 (Edgar Peng), Label: Tonkind
- Snake Lady, 2016 (Edgar Peng), Label: Tonkind
- Subtraffic, 2016 (Edgar Peng), Label: Compute
- Angry Elephant, 2016 (Edgar Peng RMX), Label: Golden Gate Club Records
- Herodite, 2017 (Edgar Peng), Label: URSL
- Blue Broccoli, 2017 (Turmspringer), Label: Tonkind
- Granny Takes A Trip, 2017 (Edgar Peng), Label: Tonkind
- Blue Broccoli, 2017 (Turmspringer), Label: Tonkind
- Belleville Walk, 2017  (Turmspringer) Label: Golden Gate Club Records
- Fieps EP, 2017 (Turmspringer RMX) Label: Plötzlich Musik
- Oumuamua, 2018 (Edgar Peng), Label: URSL
- Early Beach, 2018 (Turmspringer RMX), Label: Copy Cow
- You, 2018 (Edgar Peng), Label: Rural Records
- Clock Division, 2018 (Turmspringer RMX), Label: Compute Music
- Vibe Me 2018 (Edgar Peng) Label: Golden Gate Club Records
- I Want To Be Friends With Robots, 2018 (Edgar Peng RMX), Label: Asymmetric Recordings
- Not My Day, 2018 (Edgar Peng), Label: As Usual Music
- Trench Town Drums, 2019 (Edgar Peng), Label: Tonkind
- Gemcutter, 2019 (Edgar Peng Remix), Label: Compute Music
- Cyanotype, 2020 (Edgar Peng), Label: Golden Gate Club Records
- In Space Edgar, 2020 (Peng Remix), Label: Flow Musique Label
- Panda Pro, 2020 (Edgar Peng Remix), Label: Lauter
- Epicycle, 2021 (Edgar Peng), Label: URSL
- Retouch, 2021 (Edgar Peng), Label: Lauter
- Bel Air, 2021 (Edgar Peng), Label: Golden Gate Club Records
- Revolution, 2022 (Turmspringer RMX with Lee Scratch Perry), Label: Mole Audio
- Relevant Movement, 2022 (Turmspringer) Label: Mole Audio
- Silent Rebel, 2022 (Edgar Peng), Label: Fantastic Friends Recordings
- Cosmic Egg, 2023 (Edgar Peng), Label: Lauter
- Violet Ray, 2023 (Edgar Peng), Label: Bondage Music
- Bacchant, 2023 (Edgar Peng), Label: Golden Gate Club Records
- Devastated Follower Of Passion, 2023 (Edgar Peng RMX), Label: Tonkind
- Daydreams, 2024 (Edgar Peng Remix), Label: Golden Gate Club Records
- Crowd Control, 2024 (Edgar Peng Remix), Label: Zapped Records
- Oddly Specific, 2024 (Edgar Peng), Label: Golden Gate Club Records
- Can't Believe It, 2025 (Edgar Peng), Label: Serialism Records